# Pystira ephippigera
Pystira ephippigera là một loài nhện trong họ Salticidae.
Loài này thuộc chi Pystira. Pystira ephippigera được Eugène Simon miêu tả năm 1885.